# Kaj Bundvad
Jens Kaj Rudolf Bundvad (8. juli 1904 i Frederikshavn – 26. januar 1976 i Roskilde) var en dansk politiker (Socialdemokraterne) og minister.
Han var medlem af Folketinget fra 1943 til 1971 og havde flere ministerposter i de socialdemokratiske regeringer fra 1956 til 1968.
- Arbejds- og boligminister i Regeringen H.C. Hansen I fra 25. maj 1956 til 28. maj 1957
- Arbejds- og boligminister i Regeringen H.C. Hansen II fra 28. maj 1957 til 21. februar 1960
- Arbejds- og boligminister i Regeringen Viggo Kampmann I fra 21. februar 1960 til 31. marts 1960
- Arbejdsminister i Regeringen Viggo Kampmann I fra 31. marts 1960 til 18. november 1960
- Arbejdsminister i Regeringen Viggo Kampmann II fra 18. november 1960 til 7. september 1961
- Arbejds- og socialminister i Regeringen Viggo Kampmann II fra 7. september 1961 til 3. september 1962
- Arbejds- og socialminister i Regeringen Jens Otto Krag I fra 3. september 1962 til 27. august 1963
- Socialminister i Regeringen Jens Otto Krag I fra 27. august 1963 til 26. september 1964
- Socialminister i Regeringen Jens Otto Krag II fra 26. september 1964 til 2. februar 1968

I Kaj Bundvads fødeby Frederikshavn findes 'Kaj Bundvad Fritidscenter' opkaldt efter ham.